# McAdie (cráter)
McAdie es un cráter de impacto inundado de lava situado en el extremo noreste de Mare Smythii, en la cara oculta de la Luna. Se encuentra justo al suroeste del gran cráter también inundado de lava Babcock. Durante períodos de libración e iluminación favorables se puede observar desde la Tierra, y aunque se ve de perfil, no se puede discernir mucho detalle.
|  |

El interior de este cráter ha sido sumergido por la lava basáltica, dejando solo una porción del borde que sobresale parcialmente de la superficie. El brocal presenta una rotura en su sector noroeste, con un cráter pequeño en esta abertura. El suelo interior está nivelado, pero una grieta menor (sin nombre) cruza el centro del cráter de lado a lado. El contraste entre el albedo del basalto del cráter sobre la superficie del Mare Smythii al oeste es muy visible.

## Referencias

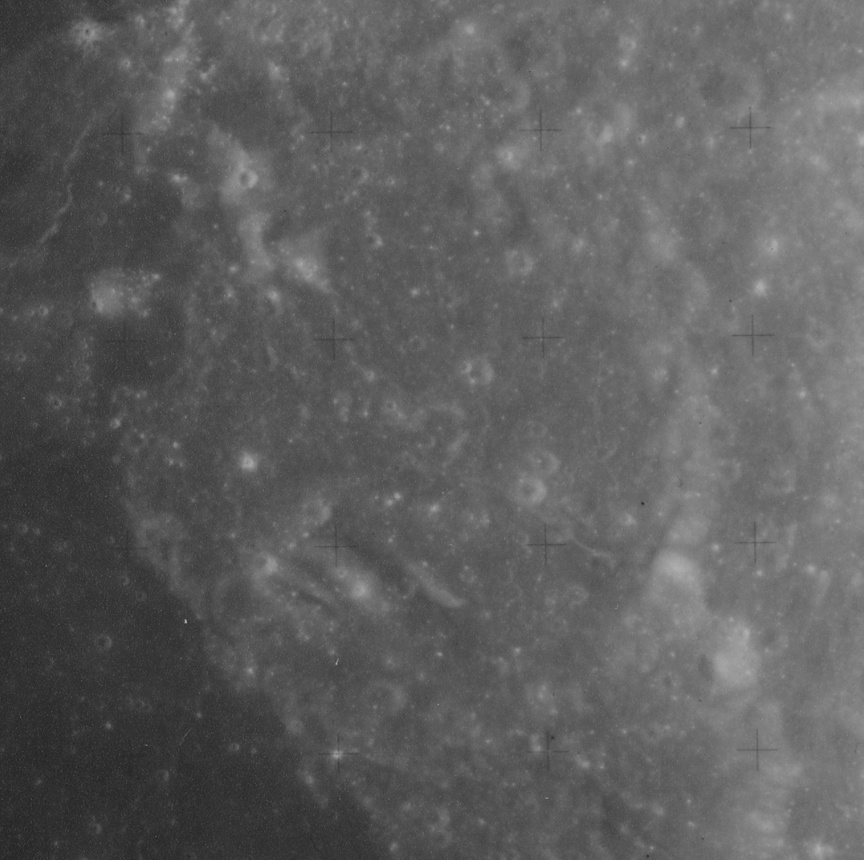
Fotografía de la misión Apolo 16